# Gewone wimperzwam
De gewone wimperzwam (Scutellinia scutellata) is een schimmel behorend tot de familie Pyronemataceae. Hij leeft saprotroof op hout. Hij komt alleen voor of in groepjes op rottend hout, halfverteerde boombast of een bodem waarin houtresten aanwezig zijn. Hij is ook aangetroffen op rottend blad of half vergane vruchtlichamen van de tonderzwam Fomes fomentarius. Ze kunnen alleen voorkomen, maar leven meestal in groepen. Vanwege zijn kleine formaat wordt het vaak over het hoofd gezien.

## Kenmerken
Vruchtlichaam
Het vruchtlichaam is een ondiepe schijfvorm, typisch tussen 2 tot 12 mm in diameter. De jongste exemplaren zijn bijna geheel bolvormig; de kopjes openen zich en breiden uit tot een schijf als ze volgroeid zijn. Het binnenoppervlak van de beker (het vruchtbare sporendragende oppervlak, bekend als het hymenium) is helder oranjerood, terwijl het buitenoppervlak (het steriele oppervlak) lichtbruin is. Het vlees is rood en dun. Het vruchtlichaam heeft geen steel.
Haren
Het buitenrand heeft donker gekleurde, stijve haren en kunnen 1,3 mm lang worden. Aan de basis zijn deze haren tot 40 µm dik en lopen ze taps toe naar de puntige toppen. De haren vormen kenmerkende "wimpers" aan de rand van de beker die met het blote oog zichtbaar zijn. 
Microscopische kenmerken
Scutellinia scutellata heeft asci van ongeveer 250-300 × 18-25 µm met een korte basis. De toppen van de asci kleur blauw in Melzers reagens. De ascosporen liggen uniseriaat in de ascus. Ze zijn glad als ze nog niet volgroeid zijn en blijven dat ook voor een lange tijd. Bij volwassenheid zijn ze prominent geornamenteerd met wratten en ribben die zich uitstrekken tot ongeveer 1 µm hoog. De ascosporen meten 17,4 - 22,8 µm × 10,6 - 13,1 µm. De parafysen zijn cilindrisch van vorm en hebben septa die de hyfe verdelen in verschillende cellen. De parafysen zijn 3-4 micron breed en zijn aan de top vergroot tot 6–10 μm. De randharen ("wimpers") meten 360-1600 × 20-50 µm zijn bruinachtig in KOH, dikwandig, multi-septaat (6 tot 16 septa) en met vertakte basen.

## Verspreiding
Scutellinia scutellata komt over de hele wereld voor. Het komt veel voor in zowel Europa, waar hij van de late lente tot de late herfst kan worden gevonden als Noord-Amerika, waar hij vruchtlichamen maakt in de winter en de lente. Verder zijn er waarnemingen bekend uit Kameroen, Colombia, Oost-Azië, India, Israël, Nieuw-Guinea en de Salomonseilanden, Rusland en Turkije.
In Nederland komt de soort zeer algemeen voor. Hij staat niet op de rode lijst en wordt niet bedreigd.

## Foto's

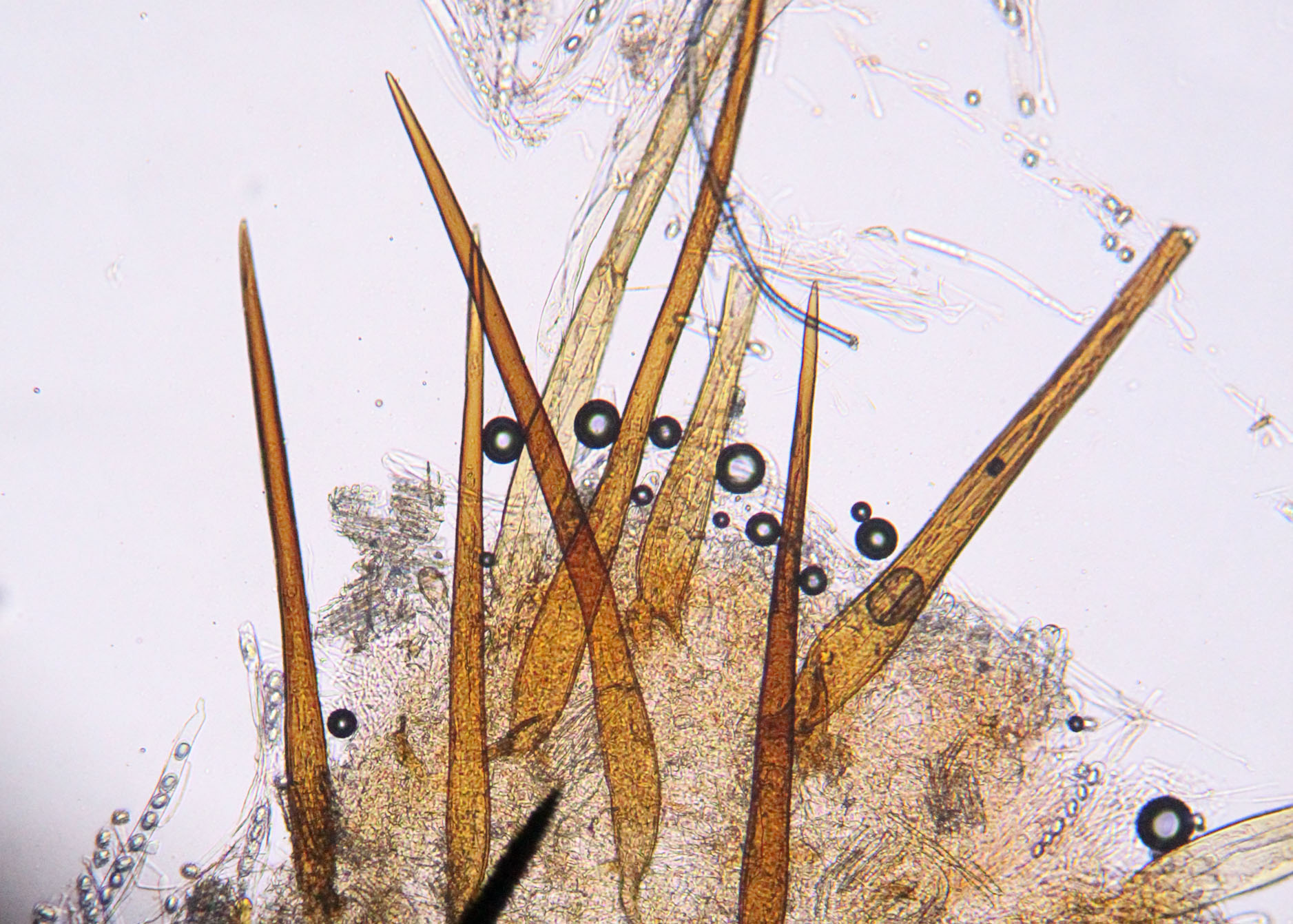
Haren bruin gekleurd in KOH-oplossing
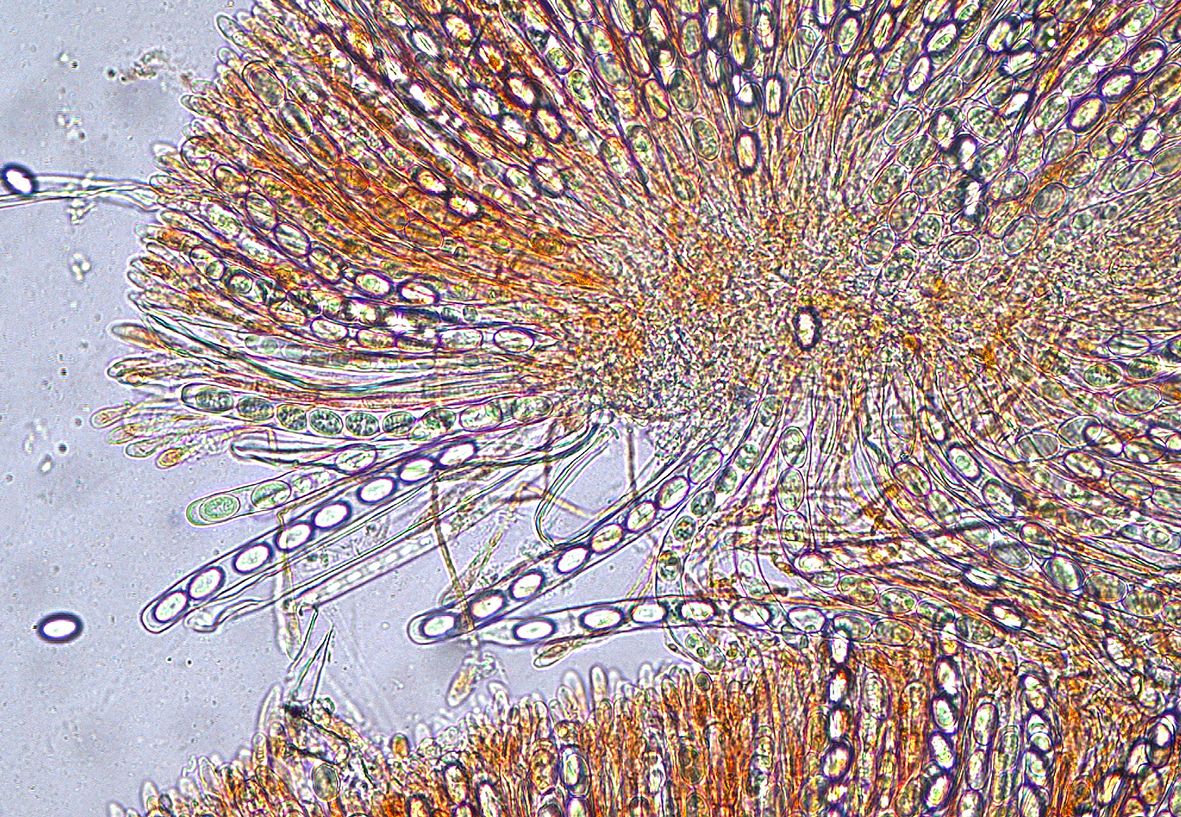
Asci met daarin acht sporen
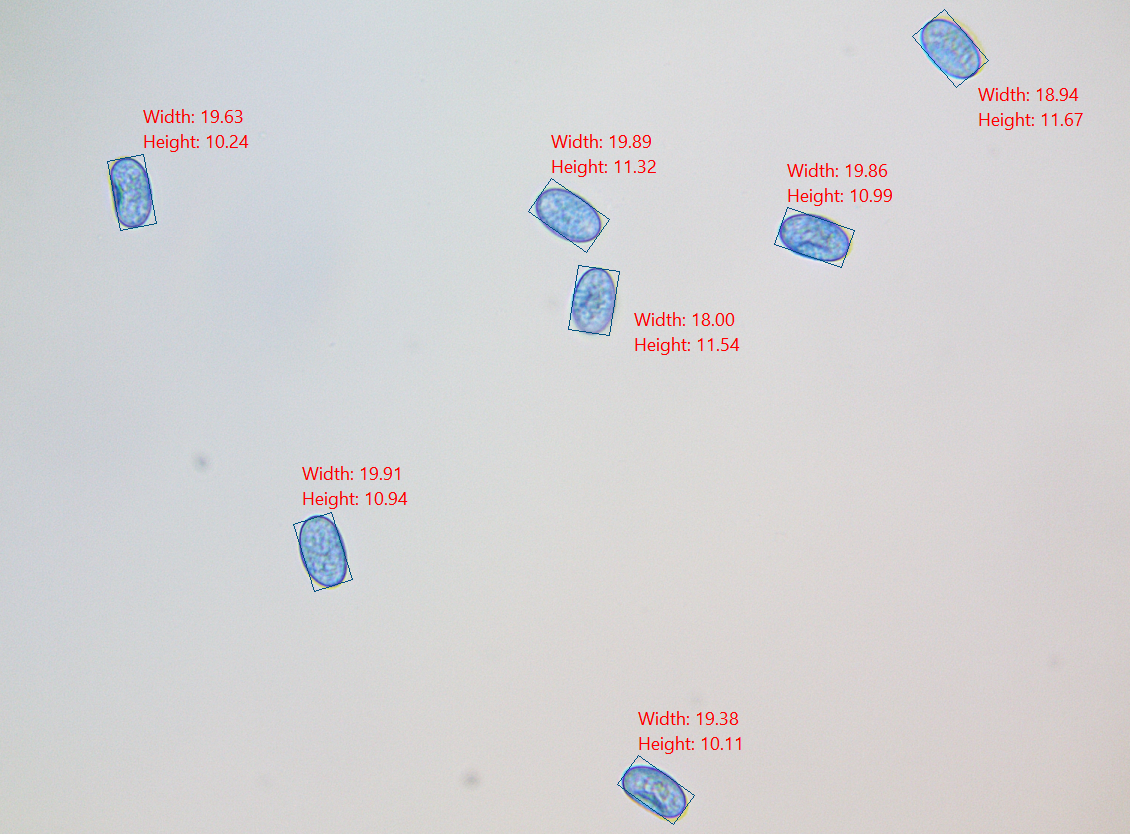
Sporen